# 8805 Петропетров
8805 Петропетров (8805 Petrpetrov) — астероїд головного поясу, відкритий 22 жовтня 1981 року.
Тіссеранів параметр щодо Юпітера — 3,547.